# Alexandr Budnikov
Aleksandr Budnikov (ryska: Александр Фёдорович Буднико), född den 10 maj 1956, är en sovjetisk seglare.
Han tog OS-silver i soling i samband med de olympiska seglingstävlingarna 1980 i Moskva.